# Mroczkowice (Łódź)
Pour les articles homonymes, voir Mroczkowice.
Mroczkowice est une localité polonaise de la gmina de Cielądz, située dans le powiat de Rawa Mazowiecka en voïvodie de Łódź.